# 타마린
타마린은 다람쥐 크기의 비단원숭이과 타마린속(Saguinus)에 속하는 신세계원숭이의 총칭이다. 신세계에 사는 작은 원숭이로 대개 주행성이며, 높은 나무에 서식한다. 사자타마린속(Leontopithecus) 타마린과 밀접한 관계에 있다.
타마린은 중앙아메리카(코스타리카) 남쪽부터 남아메리카 중부에 이르는 지역까지 분포하며, 산악 지역을 제외한 아마존 분지와 볼리비아 북부에서 발견된다. 열대지역, 아열대 숲에 서식한다.

## 하위 종
- 붉은손타마린(S. midas) 군
  - 붉은손타마린 (Saguinus midas)
  - 검은타마린 (Saguinus niger)
  - 동부검은손타마린 (Saguinus ursulus)
- 얼룩무늬타마린(S. bicolor) 군
  - 얼룩무늬타마린 (Saguinus bicolor)
  - 마르틴스타마린 (Saguinus martinsi)
    - 맨얼굴타마린 (Saguinus martinsi martinsi)
    - Saguinus martinsi ochraceus
- 솜털머리타마린(S. oedipus) 군
  - 솜털머리타마린 또는 목화머리타마린 또는 오이디푸스타마린 (Saguinus oedipus)
  - 조프루아타마린 (Saguinus geoffroyi)
  - 흰발타마린 (Saguinus leucopus)
- 기타
  - 콧수염타마린 (S. mystax)
    - 스픽스콧수염타마린 (S. m. mystax)
    - 붉은머리타마린 (S. m. pileatus)
    - 흰엉덩이콧수염타마린 (S. m. pluto)

  - 흰입술타마린 또는 붉은배타마린 (S. labiatus)
    - 조프루아붉은배타마린 (S. l. labiatus)
    - 그레이붉은배타마린 (S. l. rufiventer)
    - 토마스붉은배타마린 (S. l. thomasi)

  - 황제타마린 (S. imperator)
    - 검은턱황제타마린 (S. i. imperator)
    - 턱수염황제타마린 (S. i. subgrisescens)

  - 얼룩얼굴타마린 (S. inustus)

## 계통 분류
비단원숭이과의 계통 분류는 다음과 같다.
|  | 사자타마린속                                                                                  |
|  |                                                                                               |
|  | \| \| 괼디원숭이속 \| \| \| \| \| \| 마모셋(비단마모셋속, 미코속, 피그미마모셋속) \| \| \| \| |
|  |                                                                                               |
|  | 괼디원숭이속                                                                                  |
|  |                                                                                               |
|  | 마모셋(비단마모셋속, 미코속, 피그미마모셋속)                                                  |
|  |                                                                                               |

|  | 괼디원숭이속                                 |
|  |                                              |
|  | 마모셋(비단마모셋속, 미코속, 피그미마모셋속) |
|  |                                              |

|  | 검은망토타마린속 |
|  |                  |
|  | 타마린속         |
|  |                  |

|  | 사자타마린속                                                                                  |
|  |                                                                                               |
|  | \| \| 괼디원숭이속 \| \| \| \| \| \| 마모셋(비단마모셋속, 미코속, 피그미마모셋속) \| \| \| \| |
|  |                                                                                               |
|  | 괼디원숭이속                                                                                  |
|  |                                                                                               |
|  | 마모셋(비단마모셋속, 미코속, 피그미마모셋속)                                                  |
|  |                                                                                               |

|  | 괼디원숭이속                                 |
|  |                                              |
|  | 마모셋(비단마모셋속, 미코속, 피그미마모셋속) |
|  |                                              |

|  | 검은망토타마린속 |
|  |                  |
|  | 타마린속         |
|  |                  |